# Entophysalis

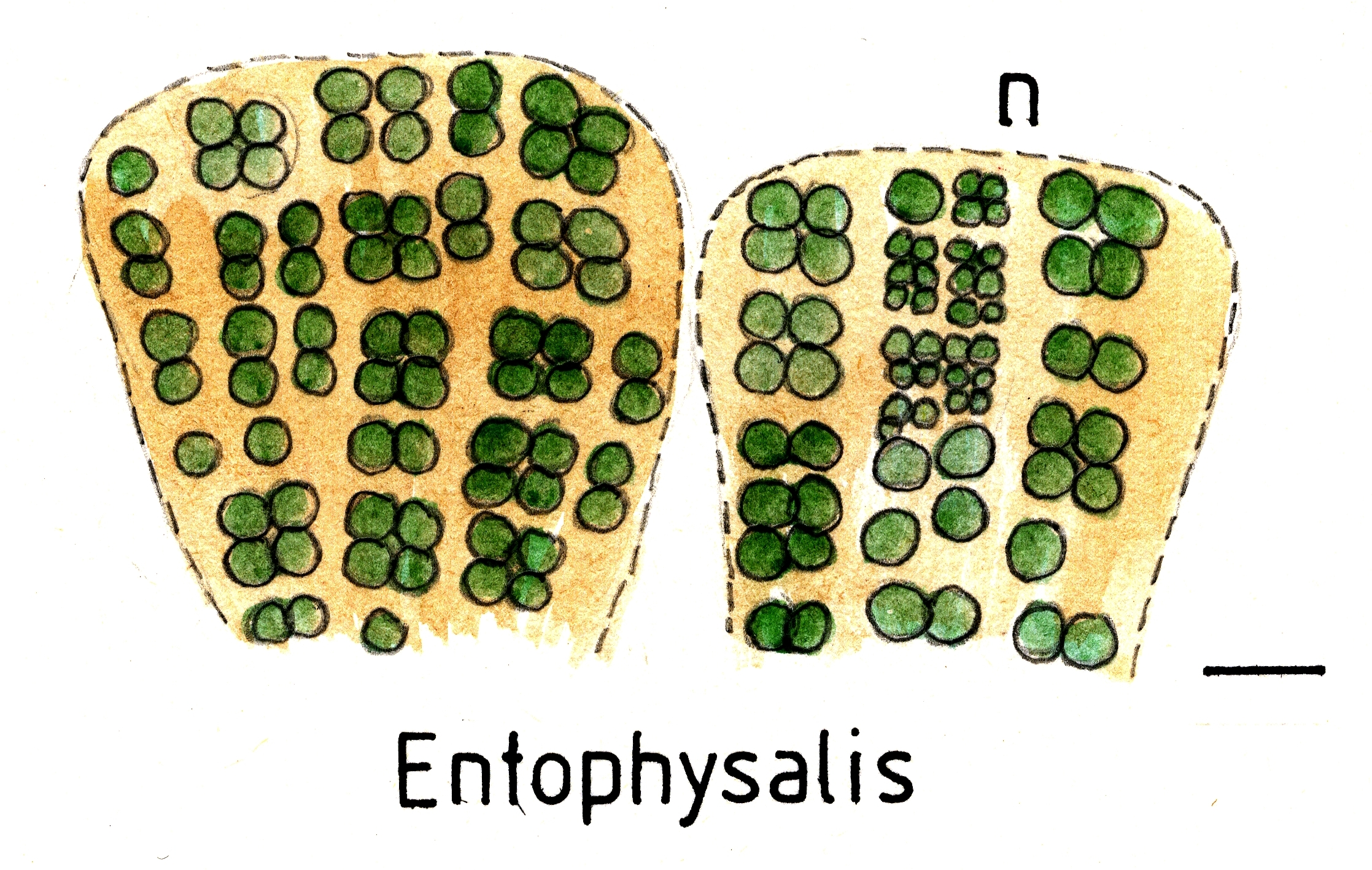
Schemazeichnung zweier Kolonien von Entophysalis. n = Nannocyte
Balken ca. 10 µm

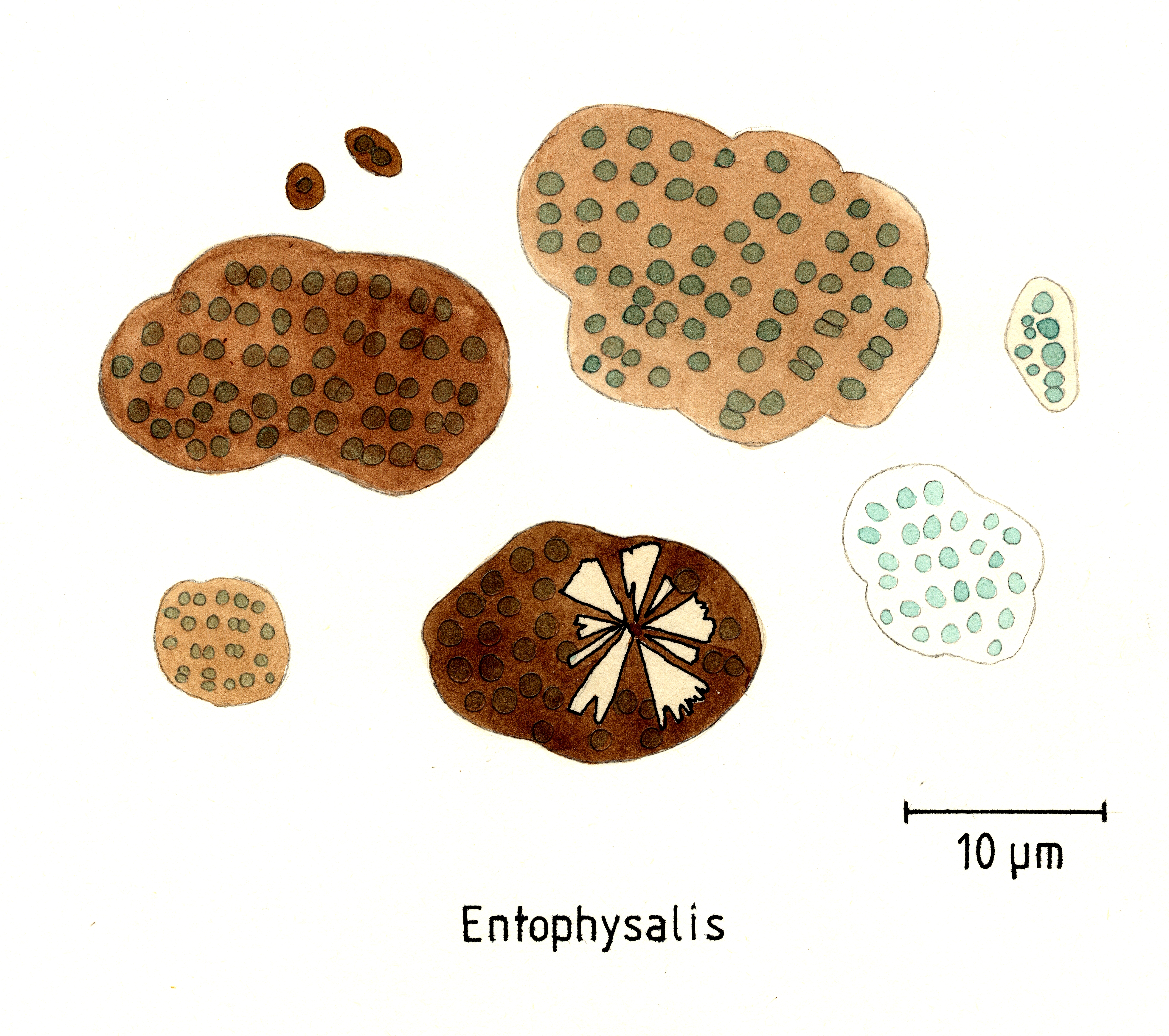
Illustration verschiedener Spezies der Gattung Entophysalis.

Entophysalis ist eine Gattung der Cyanobakterien (deutsch Blaugrünbakterien, veraltet Blaualgen) aus der Familie der Entophysalidaceae. Die Cyanobakterien sind eine Gruppe von Bakterien, die vor etwa 3,8 Milliarden Jahren entstand und heute eine Klasse dieser Prokaryoten bildet.
Entophysalis-Spezies kommen einzellig oder in Kolonien vor. Die Kolonien sind gelatinös, unregelmäßig und körnig.
Sie können agglomerierten, d. h. sind dann aus mehreren Subkolonien zusammengesetzt, wodurch sie eine makroskopische Größe erreichen können.
Die Zellen oder deren Gruppen in Kolonien sind mehr oder weniger in radialen oder aufrechten Reihen angeordnet und von meist geschichteten schleimigen Hüllen umgeben.
Die einzelnen Zellen sind kugelig bis unregelmäßig und innerhalb einer Kolonie oft von unterschiedlicher Größe.
Sie erscheinen blass blaugrünem, olivgrünem oder gelblich mit feinkörnigem Inhalt.
Die Zellreihen entstehen wahrscheinlich dadurch, dass die Zellteilung mehr oder weniger in einer Ebene erfolgt.
Die meisten Arten wachsen in Tümpeln oder in Gezeitenzonen, an felsigen Meeresküsten, seltener in Seen.
Eine Art wächst aerophytisch (beständig hoher Luftfeuchtigkeit ausgesetzt) auf feuchtem Serpentingestein in Mitteleuropa.

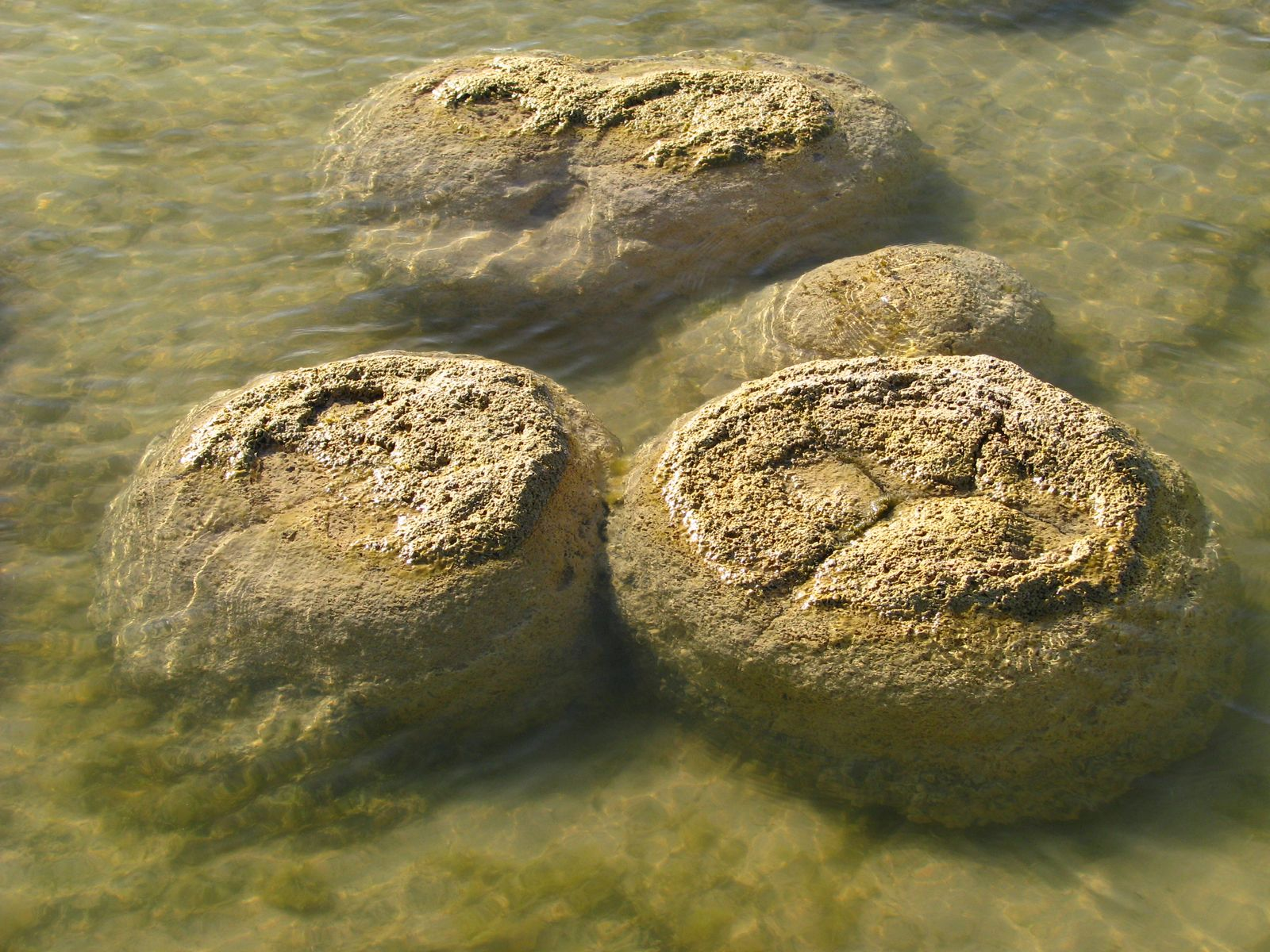
Stromatolithen an der Küste von Westaustralien, im Yalgorup-Nationalpark (auch im Meeresschutzgebiet Hamelin Pool gefunden) (Shark Bay, Australien) und im „Lake Thetis“ (Western Australia). Stromatolithen sind biogene Kalksteinriffgesteine (vor allem von Entophysalis gebildet), die bereits vor mehr als 3 Milliarden Jahren existierten und von denen noch einige wenige aktive Exemplare, unter anderem in Australien, zu beobachten sind.

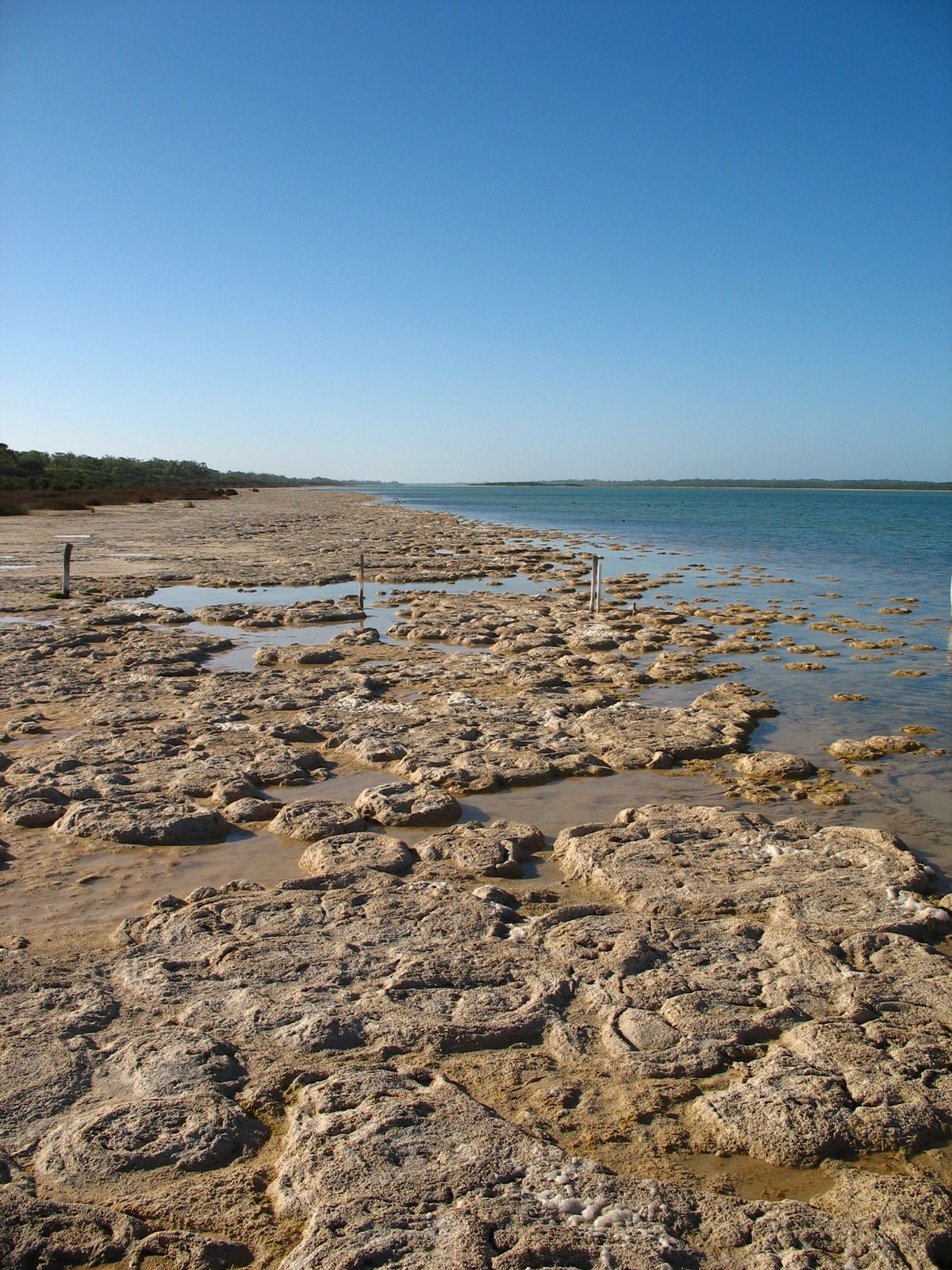
Nach der Verstopfung der Zwischenräume der Stromatolithen bilden sich Brandungsplattformen, die dem maximalen Wasserstand entsprechen.

Cyanobakterien, insbesondere Spezies der Gattung Entophysalis, sind am Aufbau von Stromatolithen, etwa im Lake Thetis in Westaustralien beteiligt. Cyanobakterien sind sehr alt und waren schon in der Frühzeit der Erde ähnlich wie Entophysalis am biologischen Aufbau von Stromatolithen beteiligt, von denen die ersten bereits aus dem Präkambrium stammen. Diese Gruppe primitiver Bakterien würde damit die längste Abstammungslinie unter allen bekannten lebenden Arten auf dem Planeten darstellen.

## Systematik
Die Gattung besteht gemäß WoRMS und AlgaeBase aus folgenden Spezies:
- Entophysalis arboriformis Kastovský, Fucíková, Hauer & Bohunick, 2011
- Entophysalis atrata R. Tavera & Komárek, 1996
- Entophysalis brebissonii (Meneghini) F. E. Drouet & W. A. Daily, 1948 (*)
- Entophysalis chlorophora N. L. Gardner, 1927
- Entophysalis collinsii G. De Toni, 1934 (*)
- Entophysalis conferta (Kützing) Drouet & Daily, 1948
- Entophysalis cornuana Sauvageau, 1892
- Entophysalis crustacea (J. Agardh) F. E. Drouet & W. A. Daily, 1952 (*)
- Entophysalis cryptarum (Farlow) F. E. Drouet, 1942 (*)
- Entophysalis deusta (Meneghini) F. E. Drouet & W. A. Daily, 1948 (*)
- Entophysalis elongata (Wille) F. E. Drouet & W. A. Daily, 1952
- Entophysalis granulosa Kützing, 1843, Typus (*)
- Entophysalis lemaniae (C. Agardh) Drouet & Daily, 1956
- Entophysalis lithophila R. Tavera & Komárek, 1996
- Entophysalis magnoliae Farlow, 1881 (*)
- Entophysalis major Ercegovic, 1932 (*)
- Entophysalis majus Ercegovic, 1932 (*)
- Entophysalis marginalis Hollenberg, 1939 (*)
- Entophysalis perrieri Frémy, 1930
- Entophysalis rivularis (Kützing) Drouet 1943 ist lt. AlgaeBase verschoben nach Hydrococcus rivularis Kützing
- Entophysalis robusta H.-J. Chu, 1952
- Entophysalis rubra M. Watanabe & Komárek, 1994
- Entophysalis samoensis Wille, 1913
- Entophysalis sinensis H.-J. Chu, 1944
- Entophysalis violacea Weber Bosse, 1913 (*)
- Entophysalis weningeri Bourrelly, 1984
- Entophysalis willei N. L. Gardner, 1927
- Entophysalis zonata N. L. Gardner, 1927

(*) – AlgaeBase und WoRMS, sonst nur AlgaeBase